# Moskenesøya
67°56′32.4″N 13°0′1″Ø / 67.942333°N 13.00028°Ø
Moskenesøya er den yderste af de vejfaste øer i Lofoten. Øen har et areal på 186 km². Den nordøstligste del af øen tilhører Flakstad kommune; resten hører til Moskenes kommune.
Moskenesøya er en stejl og bjergrig ø. Højeste punkt på øen er Hermannsdalstinden på 1.029 moh. Bebyggelsen på øen ligger på syd- og østsiden. Øst for Moskenesøya ligger Flakstadøya, som udgør den største del af Flakstad kommune. Sydvest for Moskenesøya ligger havstrømmen Moskstraumen og øerne Mosken, Værøy og Røstlandet. Fra Moskenes er der færgeforbindelse til Bodø, Værøy og Røst.

## Øens byer
- Mølnarodden et lille fiskerleje på øens østlige side med ca. 50 indbyggere.
- Fredvang er et lille fiskerleje og landbrugsbygd omgivet af marker og fjelde. Der er en havn og en campingplads i Fredvang. Stedet er forbundet til Flakstadøya med to broer (Fredvangbroerne). Den 303 meter lange Kåkern bro fører Europavej 10 fra Flakstadøya til Moskenes. Vejen krydser Reinefjorden på tre broer og ender i Å.
- Hamnøy er et lille fiskevær og ø med ca. 60 indbyggere. Om sommeren besøger mange turister det lille fidkerleje. Bebyggelsen har en lille havn og flere rorbuer. Tidligere gik der en færge fra Hamnøy til Reine, men de to bebyggelser er nu forbundet af broer på europavej 10.
- Sørvågen,
- Reine
- Å

- Hamøy
- Sørvågen
- Reine
- Å

## Øens forladte gårde og bygder
- Bunes er en nedlagt gård på nordvestsiden af øen, lige ved en lille dal med en stor sandstrand, Bunesstranda. En sti går fra Bunesstranda over det lave næs Einangen (ca. 70 moh.) til Bunesfjorden på sydøstsiden af øen. Bunes er et af flere steder på vest- og nordsiden ("ydersiden") af Moskenesøya som tidligere var beboet, men som i dag er fraflyttet.